# Noma-Literaturpreis
Der Noma-Literaturpreis (jap. 野間文芸賞, Noma Bungei Shō) wurde dem letzten Willen von Noma Seiji (1878–1938) entsprechend eingerichtet und nach ihm benannt. Der Literaturpreis wird seit 1941 von der Noma Hōkō Kai, einer Organisation des von Noma Seiji 1909 gegründeten Verlags Kōdansha, in verschiedenen Kategorien vergeben.
Ursprünglich wurde der Noma-Literaturpreis als Förderpreis für Literatur (野間文芸奨励賞, Noma Bungei Shōreishō) und als Literaturpreis von 1941 bis 1946 vergeben. Nach einer Unterbrechung nach dem Zweiten Weltkrieg wurde die Vergabe als Noma-Literaturpreis von 1953 an fortgesetzt. Ausgezeichnet werden Schriftsteller der sogenannten reinen Literatur (純文学, Junbungaku) für Romane (小説, Shōsetsu) und Kritiken (評論, Hyōron). Die Preisträger werden mit einer Medaille geehrt und sie erhalten seit 1989 eine Geldbetrag in Höhe von drei Millionen Yen (2 Mio. Yen vor der 42. Vergabe (1989)).
Anlässlich des 70-jährigen Verlagsbestehens wurde 1979 zudem der Noma-Nachwuchspreis (野間文芸新人賞, Noma Bungei Shinjinshō) eingerichtet. Die Preisträger werden mit einer Medaille geehrt und sie erhalten seit 1990 einen Geldbetrag in Höhe von einer Million Yen (500.000 Yen vor der 12. Vergabe (1990)). Im Unterschied zum Akutagawa-Preis wird der Noma-Literaturpreis für Debütanten auch für selbstständige Veröffentlichungen vergeben.
Neben diesen beiden Literaturpreisen wird seit 1963 der Noma-Kinderliteraturpreis (野間児童文芸賞, Noma Jidō Bungei Shō) ausgelobt. Der Preis ist dotiert mit einer Bronzemedaille und einem Geldbetrag in Höhe von 2 Millionen Yen. Er wird alljährlich zwischen August und Juli des Folgejahres für Kinderliteratur und für nicht fiktionale Texte vergeben.

## Preisträger des Förderpreises (1941–1946)
| Jahr | Autor                                                          | Ausgezeichnetes Werk                                                                                |
| ---- | -------------------------------------------------------------- | --------------------------------------------------------------------------------------------------- |
| 1941 | Sasamoto Tora                                                  | Aizu Shikon (会津士魂)                                                                              |
| 1942 | Yamaoka Sōhachi Muneta Hiroshi Yamate Kiichirō Hamada Hirosuke | Kaitei Senki (海底戦記), Senkan dōjōki (潜艦同乗記) Taijishō (台児荘) Kazan to Chōei (崋山と長英) — |
| 1943 | Ōbayashi Kiyoshi                                               | Shōnai Shizoku (庄内士族)                                                                           |
| 1944 | Dan Kazuo                                                      | Tenmei (天明)                                                                                       |
| 1946 | Hōjō Makoto                                                    | Kangiku (寒菊) und Ichinen (一年)                                                                   |

## Preisträger des Noma-Literaturpreises (1941–heute)
| Jahr | Autor                             | Ausgezeichnetes Werk                                                                               |
| ---- | --------------------------------- | -------------------------------------------------------------------------------------------------- |
| 1941 | Mayama Seika                      | |
| 1942 | nicht vergeben                    | |
| 1943 | Kōda Rohan                        | |
| 1944 | nicht vergeben                    | |
| 1946 | Ogawa Mimei                       | |
| 1953 | Niwa Fumio                        | Hebi to hato (蛇と鳩)                                                                              |
| 1954 | Kawabata Yasunari                 | Yama no oto (山の音 – dt. Ein Kirschbaum im Winter)                                                |
| 1955 | nicht vergeben                    | |
| 1956 | Tonomura Shigeru                  | Ikada (筏)                                                                                         |
| 1957 | Enchi Fumiko Uno Chiyo            | Onnazaka (女坂 dt. Die Wartejahre) Ohan (おはん)                                                   |
| 1958 | Kobayashi Hideo                   | Kindai kaiga (近代絵画)                                                                            |
| 1959 | Murō Saisei                       | Kagerou no nikki ibun (かげろふの日記遺文)                                                         |
| 1960 | Yasuoka Shōtarō Ōhara Tomie       | Umibe no kōkei (海辺の光景) En to iu onna (婉という女)                                             |
| 1961 | Inoue Yasushi                     | Yodo dono no nikki (淀どの日記)                                                                    |
| 1962 | Ozaki Kazuo                       | Maboroshi no ki (まぼろしの記)                                                                     |
| 1963 | Hirotsu Kazuo                     | Nengetsu no ashioto (年月のあしおと)                                                               |
| 1964 | Nakayama Gishū Takami Jun         | Shoan (咲庵) Shi no fuchi yori (死の淵より)                                                        |
| 1965 | Nagai Tatsuo                      | Ikko sono ta (一個その他)                                                                          |
| 1966 | Ibuse Masuji                      | Kuroi Ame (黒い雨) Schwarzer Regen                                                                 |
| 1967 | Nakamura Mitsuo Funabashi Seiichi | Nise no gūzō (贋の偶像) Suki na onna no munekazari (好きな女の胸飾り)                              |
| 1968 | Kawakami Tetsutarō                | Yoshida Shōin (吉田松陰)                                                                           |
| 1969 | Nakano Shigeharu                  | Kō-otsu-hei-tei (甲乙丙丁)                                                                         |
| 1970 | Yoshida Ken’ichi Eto Jun          | Yōroppa no seikimatsu (ヨオロッパの世紀末) Sōseki to sono jidai (漱石とその時代)                   |
| 1971 | Shōno Junzō                       | Eawase (絵合せ)                                                                                    |
| 1972 | Sata Ineko                        | Juei (樹影 dt. Baumschatten)                                                                       |
| 1973 | Oe Kenzaburo                      | Kōzui wa waga tamashii ni oyobi (洪水はわが魂に及び)                                               |
| 1974 | Ōoka Shōhei                       | Nakahara Chūya (中原中也)                                                                          |
| 1975 | Hirano Ken Ozaki Kazuo            | Samazama na seishun (さまざまな青春) Ano hi kono hi (あの日この日)                                 |
| 1976 | Takeda Taijun Miura Tetsuo        | Memai no suru sanpo (目まいのする散歩) Kenjū to jūgo no tampen (拳銃と十五の短篇)                  |
| 1977 | Nakajima Kenzō                    | Kaisō no bungaku (回想の文学)                                                                      |
| 1978 | Yoshiyuki Junnosuke               | Yūgure made (夕暮まで)                                                                             |
| 1979 | Fujieda Shizuo                    | Kanashii dake (悲しいだけ)                                                                         |
| 1980 | Endō Shūsaku                      | Samurai (侍)                                                                                       |
| 1981 | Yamamoto Kenkichi                 | Inochi to katachi (いのちとかたち)                                                                 |
| 1982 | Kojima Nobuo                      | Wakareru riyū (別れる理由)                                                                         |
| 1983 | Niwa Fumio                        | Rennyo (蓮如)                                                                                      |
| 1984 | nicht vergeben                    | |
| 1985 | Shimao Toshio Maruya Saiichi      | Gyoraitei gakusei (魚雷艇学生) Chūshingura to wa nani ka (忠臣蔵とは何か)                          |
| 1986 | Ueda Miyoji Oba Minako            | Shimaki Akahiko (島木赤彦) Naku tori no (啼く鳥の)                                                 |
| 1987 | Mori Atsushi                      | Ware yuku mono no gotoku (われ逝くもののごとく)                                                    |
| 1988 | Yasuoka Shōtarō                   | Boku no shōwashi (僕の昭和史)                                                                      |
| 1989 | Inoue Yasushi                     | Kōshi (孔子)                                                                                       |
| 1990 | Sasaki Kiichi                     | Watashi no Chēhofu (私のチェーホフ)                                                                |
| 1991 | Kōno Taeko                        | Miira tori ryōkitan (みいら採り猟奇譚)                                                             |
| 1992 | Sakagami Hiroshi                  | Den’en fukei (田園風景)                                                                            |
| 1993 | Hino Keizō                        | Taifū no me (台風の眼)                                                                             |
| 1994 | Agawa Hiroyuki Ri Kaisei          | Shiga Naoya (志賀直哉) Hyakunen no tabibito tachi (百年の旅人たち)                                 |
| 1995 | nicht vergeben                    | |
| 1996 | Akiyama Shun                      | Nobunaga (信長)                                                                                    |
| 1997 | Takubo Hideo Tomioka Taeko        | Kodamashu (木霊集) Hiberunia-tō kiko (ひべるにあ島紀行)                                            |
| 1998 | Tsushima Yūko                     | Hinoyama, yamazaruki (火の山―山猿記)                                                               |
| 1999 | Kiyooka Takayuki                  | Maronie no hana ga itta (マロニエの花が言った)                                                     |
| 2000 | Hayashi Kyōko                     | Nagai jikan o kaketa ningen no keiken (長い時間をかけた人間の経験)                                 |
| 2001 | Setouchi Jakuchō                  | Basho (場所)                                                                                       |
| 2002 | Takai Yūichi                      | Toki no ushio (時の潮)                                                                             |
| 2003 | Takenishi Hiroko                  | Zōtō no uta (贈答のうた)                                                                           |
| 2004 | Tsujii Takashi                    | Chichi no Shōzō (父の肖像)                                                                         |
| 2005 | Murakami Ryu                      | Hantō o deyo (半島を出よ)                                                                          |
| 2006 | Kuroi Senji                       | Ichinichi – yume no satsu (一日 夢の柵)                                                            |
| 2007 | Saeki Kazumi                      | Norge (ノルゲ)                                                                                     |
| 2008 | Machida Kō                        | Yadoya meguri (宿屋めぐり)                                                                         |
| 2009 | Okuizumi Hikaru                   | Jingi – gunkan 'Kashihara' satsujin jiken (神器 軍艦『橿原』殺人事件)                              |
| 2010 | Murata Kiyoko                     | Furusato no waga ie (故郷のわが家)                                                                 |
| 2011 | Tawada Yōko                       | Yuki no renshūsei (雪の練習生)                                                                     |
| 2012 | Yamada Eimi                       | Gentleman (ジェントルマン)                                                                         |
| 2013 | Hosaka Kazushi                    | Mimei no tōsō (未明の闘争)                                                                         |
| 2014 | Shōno Yoriko                      | Mitōbyōki – kōgenbyō, 'kongōsei ketsugōsoshikibyō' no (未闘病記――膠原病、『混合性結合組織病』の』) |
| 2015 | Nagano Mayumi                     | Meido ari (冥途あり)                                                                               |
| 2016 | Horie Toshiyuki                   | Sono sugata no keshikata (その姿の消し方)                                                          |
| 2017 | Takamura Kaoru                    | Tsuchi no ki (土の記)                                                                              |
| 2018 | Hashimoto Osamu                   | Kusanagi no tsurugi (草薙の剣)                                                                     |
| 2019 | Matsuura Hisaki                   | Ningai (人外)                                                                                      |
| 2020 | Ogawa Yōko                        | Kobako (小箱)                                                                                      |
| 2021 | Ian Hideo Levy                    | Tenro (天路)                                                                                       |
| 2022 | Matsuura Rieko                    | Hikari bunshū (ヒカリ文集)                                                                         |
| 2023 | Kawakami Hiromi                   | Koi wa hakanai, arui wa, pūru no soko no sutēki (恋ははかない、あるいは、プールの底のステーキ)     |
| 2024 | Nakamura Fuminori                 | Retsu (列)                                                                                         |

## Preisträger des Noma-Nachwuchspreises (1979–heute)
| Jahr | Autor                              | Ausgezeichnetes Werk                                                                                 |
| ---- | ---------------------------------- | --- |
| 1979 | Tsushima Yūko                      | Hikari no ryōbun (光の領分)                                                                          |
| 1980 | Tatematsu Wahei                    | Enrai (遠雷)                                                                                         |
| 1981 | Murakami Ryū Miyauchi Katsusuke    | Coinlocker Babys (コインロッカー・ベイビーズ, Koinrokkā beibīzu) Kin’iro no zō (金色の象)            |
| 1982 | Murakami Haruki                    | Hitsuji o meguru bōken (羊をめぐる冒険)                                                              |
| 1983 | Akasegawa Genpei                   | Yukino (雪野)                                                                                        |
| 1984 | Aono Sō Shimada Masahiko           | Onna kara no koe (女からの声) Muyū ōkoku no tame no ongaku (夢遊王国のための音楽)                    |
| 1985 | Nakazawa Kei Masuda Mizuko         | Suiheisenjō nite (水平線上にて) Jiyū jikan (自由時間)                                                |
| 1986 | Iwasaka Keiko Hikari Agata         | Mimoza no hayashi o (ミモザの林を) Shizuka ni watasu kogane no yubiwa (しずかにわたすこがねのゆびわ) |
| 1987 | Arai Man                           | Vexation (ヴェクサシオン, Vekusashion)                                                               |
| 1988 | Yoshimeki Haruhiko                 | Louisiana kuiuchi (ルイジアナ杭打ち, Ruijiana kuiuchi)                                               |
| 1989 | Ii Naoyuki                         | Sashite jūyō de nai ichinichi (さして重要でない一日)                                                 |
| 1990 | Saeki Kazumi                       | Short Circuit (ショート・サーキット, Shōto sākitto)                                                  |
| 1991 | Shōno Yoriko                       | Nani mo shite nai (なにもしてない)                                                                   |
| 1992 | Ian Hideo Levy                     | Seijōki no kikoenai heya (星条旗の聞こえない部屋)                                                    |
| 1993 | Okuizumi Hikaru Hosaka Kazushi     | Novalis no inyō (ノヴァーリスの引用, Novārisu no inyō) Kusa no ue no chōshoku (草の上の朝食)         |
| 1994 | Takeno Masato                      | Watashi no jijoden zempen (私の自叙伝前篇)                                                           |
| 1995 | Satō Yōjirō Mizumura Minae         | Geshi matsuri (夏至祭) Shishōsetsu (私小説)                                                          |
| 1996 | Kakuta Mitsuyo Yū Miri             | Madoromu yoru no UFO (まどろむ夜のＵＦＯ) Full House (フルハウス, Furuhausu)                         |
| 1997 | Machida Kō                         | Kussun daikoku (くっすん大黒)                                                                        |
| 1998 | Fujino Chiya                       | Oshaberi kaidan (おしゃべり怪談)                                                                     |
| 1999 | Abe Kazushige Itō Hiromi           | Mujō no sekai (無情の世界) La Niña (ラニーニャ, Ranīnya)                                             |
| 2000 | Akasaka Mari Okazaki Yoshihisa     | Muse (ミューズ, Myūzu) Rakutenya (楽天屋)                                                            |
| 2001 | Shimizu Hiroko Dōgaki Sonoe        | Shohōsen (処方箋) Veracruz (ベラクルス, Berakurusu)                                                  |
| 2002 | Sagawa Mitsuharu Wakai Sū          | Chijinda ai (縮んだ愛) Umiuma no josō (海馬の助走)                                                   |
| 2003 | Shimamoto Rio Hoshino Tomoyuki     | Little by little (リトル・バイ・リトル, Ritoru bai ritoru) Fantasista (ファンタジスタ, Fantajisuta)  |
| 2004 | Nakamura Kō Nakamura Fuminori      | Guruguru mawaru suberidai (ぐるぐるまわるすべり台) Shakō (遮光)                                      |
| 2005 | Aoki Jungo Hirata Toshiko          | Yonjū nichi to yonjū yoru no Märchen (四十日と四十夜のメルヘン, ~ meruhen) Futarinori (二人乗り)     |
| 2006 | Nakahara Masaya                    | Na mo naki kojitachi no haka (名もなき孤児たちの墓)                                                  |
| 2007 | Kashimada Maki Nishimura Kenta     | Pikarudi no sando (ピカルディーの三度) Ankyo no yado (暗渠の宿)                                      |
| 2008 | Tsumura Kikuko                     | Music bless you!! (ミュージック・ブレス・ユー!!, Myūjikku buresu yū!!)                               |
| 2009 | Murata Sayaka                      | Gin’iro no uta (ギンイロノウタ)                                                                      |
| 2010 | Enjō Tō Shibasaki Tomoka           | Uyūshitan (烏有此譚) Nete mo samete mo (寝ても覚めても)                                              |
| 2011 | Motoya Kukiko                      | Nurui doku (ぬるい毒)                                                                                |
| 2012 | Hiwa Satoko und Yamashita Sumito   | Raho yonsennenki (螺法四千年記) Midori no saru (緑のさる)                                            |
| 2013 | Itō Seikō                          | Sōzō rajio (想像ラジオ)                                                                              |
| 2014 | Matsunami Tarō                     | LIFE                                                                                                 |
| 2015 | Takiguchi Yūshō und Furukawa Hideo | Ai to jinsei (愛と人生) bzw. Onnatachi sambyakunin no uragiri no sho (女たち三百人の裏切りの書)      |
| 2016 | Inui Akito                         | Noroi otoko – haiyū Kameoka Takuji (のろい男―俳優・亀岡拓次)                                         |
| 2017 | Imamura Natsuko Takahashi Hiroki   | Hoshi no ko (星の子) Nichiyōbi no hitobito (Sunday People) (日曜日の人々（サンデー・ピープル）)      |
| 2018 | Kaneko Kaoru Norishiro Yūsuke      | Futago wa roba ni matagatte (双子は驢馬に跨がって) Honmono no dokushoka (本物の読書家)               |
| 2019 | Koyata Natsuki Chiba Masaya        | Shinzen suikyōen (神前酔狂宴) Deadline (デッドライン, Deddorain)                                     |
| 2020 | I Yondoku                          | Anata ga watashi o takeyari de tsukikorosu mae ni (あなたが私を竹槍で突き殺す前に)                   |
| 2021 | Idogawa Iko                        | Koko wa totemo hayai kawa (ここはとても速い川)                                                       |
| 2022 | Machiya Ryūhei                     | Hon no kodomo (ほんのこども)                                                                         |
| 2023 | Asahina Aki Kudan Rie              | Anata no moeru hidarite de (あなたの燃える左手で) Shi o kaku uma (しをかくうま)                      |
| 2024 | Toyonaga Kōhei                     | Chichinu hai ya, unmanu hai (月ぬ走いや、馬ぬ走い)                                                   |